# Mariusz Idzik
Mariusz Idzik (ur. 1 kwietnia 1997 we Wrocławiu) – polski piłkarz występujący na pozycji napastnika, obecnie występujący w drużynie Rekord Bielsko-Biała.
Od 2004 do 2017 należał do klubu Śląsk Wrocław, w 2017 do Wisły Puławy, w latach 2017–2018 do Miedzi Legnicy, a od 2019 do 2021 do Ruchu Chorzów.